# Тагбіларан
Тагбіларан — місто, адміністративний центр провінції Бохоль на Філіппінах. За даними перепису 2015 року населення міста складало 105 051 осіб.
Тагбіларан розташований в південно-західній частині провінції та має загальну площу 32,7 км2 з протяжністю берегової лінії 13 км. Місто є головними транспортними воротами для провінції Бохоль. Тагбіларан розташований за 630 км на південний схід від столиці Філіппін Маніли, та за 72 км на південь від адміністративного центру регіону Центральні Вісаї, міста Себу.
Адміністративно місто поділяється на 15 баранґаїв. Тагбіларан є центром бізнесу, освіти, туризму та транспорту в провінції. Аеропорт Тагбіларана є повітряними воротами в провінцію.

## Клімат
Місто знаходиться у зоні, котра характеризується вологим тропічним кліматом. Найтепліший місяць — травень із середньою температурою 28.9 °C (84 °F). Найхолодніший місяць — січень, із середньою температурою 26.7 °С (80 °F).
| Клімат Тагбіларана      | Клімат Тагбіларана | Клімат Тагбіларана | Клімат Тагбіларана | Клімат Тагбіларана | Клімат Тагбіларана | Клімат Тагбіларана | Клімат Тагбіларана | Клімат Тагбіларана | Клімат Тагбіларана | Клімат Тагбіларана | Клімат Тагбіларана | Клімат Тагбіларана | Клімат Тагбіларана |
| Показник                | Січ.               | Лют.               | Бер.               | Квіт.              | Трав.              | Черв.              | Лип.               | Серп.              | Вер.               | Жовт.              | Лист.              | Груд.              | Рік                |
| Абсолютний максимум, °C | 36                 | 38                 | 38                 | 38                 | 41                 | 38                 | 38                 | 40                 | 37                 | 38                 | 41                 | 38                 | 41                 |
| Середній максимум, °C   | 29                 | 30                 | 30                 | 31                 | 31                 | 31                 | 31                 | 31                 | 31                 | 31                 | 30                 | 30                 | 31                 |
| Середня температура, °C | 26                 | 26                 | 27                 | 28                 | 28                 | 28                 | 28                 | 28                 | 28                 | 28                 | 27                 | 27                 | 27                 |
| Середній мінімум, °C    | 23                 | 23                 | 23                 | 24                 | 25                 | 25                 | 25                 | 25                 | 25                 | 25                 | 24                 | 23                 | 24                 |
| Абсолютний мінімум, °C  | 18                 | 17                 | 18                 | 20                 | 21                 | 17                 | 20                 | 21                 | 22                 | 22                 | 20                 | 18                 | 17                 |
| Норма опадів, мм        | 120                | 50                 | 30                 | 60                 | 110                | 80                 | 130                | 70                 | 130                | 130                | 160                | 160                | 1430               |
| ----------------------- | ------------------ | ------------------ | ------------------ | ------------------ | ------------------ | ------------------ | ------------------ | ------------------ | ------------------ | ------------------ | ------------------ | ------------------ | ------------------ |
| Джерело: Weatherbase    |                    |                    |                    |                    |                    |                    |                    |                    |                    |                    |                    |                    |                    |